# Ameni-Qemau-Pyramide

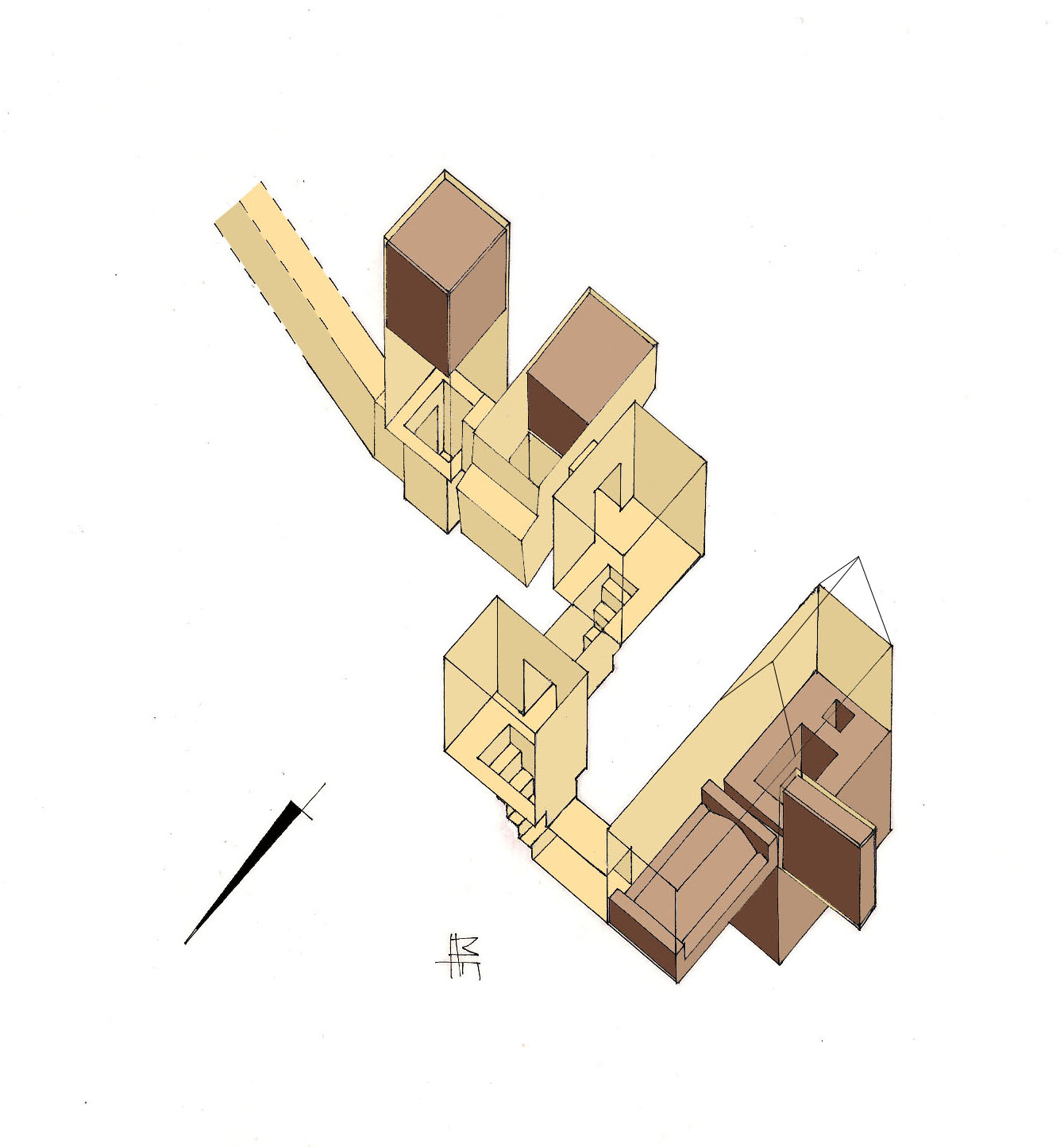
Die Substruktur

Die Reste der altägyptischen Ameni-Qemau-Pyramide (auch Ameny Qemau) stehen in Dahschur. Sie wurde etwa 1745 v. Chr. aus Lehmziegeln errichtet, aber möglicherweise nie fertiggestellt. Der Herrscher ist sonst von keinen weiteren Quellen bekannt.

## Standort
Die Könige der 13. Dynastie (1781–1650 v. Chr.) sind alle im Großraum von Sakkara-Süd im Norden bis Masghuna im Süden bestattet worden. In diesem Gebiet konnten zahlreiche Pyramiden dieser Periode gefunden werden, von denen aber die meisten bis heute keinem Pharao zugeordnet werden konnten. Eine Ausnahme ist die Pyramide des Ameni Qemau, dessen Name sich noch auf den Kanopenkrügen fand, die in der Grabkammer gefunden wurden.

## Erforschung
Das erste Mal erwähnt wurde die Pyramide von dem arabischen Historiker Al-Maqrizi (* 1364; † 1442) in seinem Manuskript Geographie und Geschichte Ägyptens, dessen Erscheinungsdatum nicht überliefert ist. Hierin spricht er von den „Pyramiden von Dahschur“.
In der Neuzeit wurde die Pyramide 1957 von Charles Arthur Musès in Dahschur südlich von Sakkara auf dem Königlichen Friedhof entdeckt und ausgegraben. Der Oberbau war aufgrund von Steinraub bereits weitgehend zerstört. Der Zugang zur Pyramide lag im Osten und führte über einen zweimal abknickenden Gang mit mehreren Sperrvorrichtungen in die Grabkammer.
In den monolithischen Steinsarkophag waren je ein Hohlraum für die Mumie und den Kanopenkasten geschlagen worden. Der Sarkophag war aufgebrochen und enthielt lediglich einige nicht identifizierbare Knochenreste. Die aus Alabaster gefertigten Kanopenkrüge waren zertrümmert, konnten aber wieder zusammengesetzt werden. Musès fand auf ihnen den Namen des Pharao Ameni Qemau, wodurch diesem die Pyramide zugeordnet werden konnte.